# Trifluoreto de bromo
Trifluoreto de bromo é um composto químico altamente tóxico e corrosivo, sendo um fluoreto de bromo com fórmula química BrF3. Foi descoberto por Paul Lebeau em 1906.  Ocorre como um líquido fumegante de cor variando entre o incolor, o amarelo ou cinza,  com odor irritante. É solúvel em ácido sulfúrico mas pode explodir em contato com água. Como potente agente de fluoração é menos reativo que o ClF3. É usado para produzir hexafluoreto de urânio, UF6 no processamento e reprocessamento de combustível nuclear.

## Síntese
Trifluoreto de bromo pode ser obtido pela reação de bromo com flúor a 20 °C.
Br2 + 3 F2 → 2 BrF3
A "desproporcionação" de monofluoreto de bromo é também uma fonte para o trifluoreto de bromo.
3 BrF → BrF3 + Br2

## Química e propriedades
BrF3 líquido é condutor e isto é atribuído a dissociação:
BrF3 ⇌ BrF2+ + BrF4−
Muitos fluoretos iônicos dissolvem-se facilmente em BrF3 formando "solvobases"e.g.
KF + BrF3 → KBrF4